# Dolicheremaeus vitraeus
Dolicheremaeus vitraeus är en kvalsterart som först beskrevs av Balogh 1958.  Dolicheremaeus vitraeus ingår i släktet Dolicheremaeus och familjen Tetracondylidae. Inga underarter finns listade i Catalogue of Life.